# Кызыласкер (Северо-Казахстанская область)
Кызыласкер (каз. Қызыләскер) — село в Мамлютском районе Северо-Казахстанской области Казахстана. Административный центр Кызыласкерского сельского округа. Код КАТО — 595241100.

## География
Находится в 90 километрах от районного центра. Село расположено около озере Суатколь.

## Население
В 1999 году население села составляло 560 человек (295 мужчин и 265 женщин). По данным переписи 2009 года, в селе проживало 481 человек (240 мужчин и 241 женщина).

## История
Начало населенному пункту положило создание в 1930 г. зерносовхоза Кызыласкерский